# Plutothrix perelegans
Plutothrix perelegans är en stekelart som beskrevs av Graham 1993. Plutothrix perelegans ingår i släktet Plutothrix och familjen puppglanssteklar.
Artens utbredningsområde är:
- Österrike.
- Frankrike.
- Sverige.
- Kroatien.

Arten är reproducerande i Sverige. Inga underarter finns listade i Catalogue of Life.